# 洪晓楠
洪晓楠（1963年11月—），安徽桐城人，中共党员，大连理工大学教授。

## 生平
1985年本科毕业于安徽师范大学物理系并留校任教，1991年于安徽师范大学获哲学硕士学位。1995年至1996年，在北京大学哲学系作访问学者。1996年入职大连理工大学，2006年获大连理工大学博士学位。曾任大连理工大学人文与社会科学学部部长、马克思主义学院院长。

## 学术贡献
主要从事马克思主义文化哲学、马克思主义文化理论、科学哲学、当代西方社会思潮等研究工作。主持国家社科基金重点项目等30余项，发表学术论文200余篇。教学科研成果获省部级以上奖励十余项。先后入选教育部“新世纪优秀人才支持计划”、全省宣传文化系统“四个一批”人才、国家“万人计划”哲学社会科学领军人才等。

## 社会兼职
教育部哲学类专业教学指导委员会委员，教育部高等学校思政课教学指导委员会委员，中国科学哲学学会理事，中国自然辨证法研究会理事，中国现代外国哲学学会理事。

## 著作
- 《穿过科学地平线》（2012年，人民出版社）
- 《提高国家文化软实力的哲学研究》（2013年，人民出版社）
- 《科学伦理的理论与实践》（2013年，人民出版社）
- 《文科实验教学中心建设的理论与实践》（2015年，科学出版社）
- 《马魂 中体 西用》（2015年，人民出版社）
- 《文化与境界》（2015年，中国社会科学出版社）
- 《当代西方社会思潮研究》（2017年，人民出版社）
- 《当代文化帝国主义思潮研究》（2018年，人民出版社）
- 《社会主义文化强国建设研究——基于从文化自觉、文化自信到文化强国的理路》（2020年，科学出版社）